# 北信地方

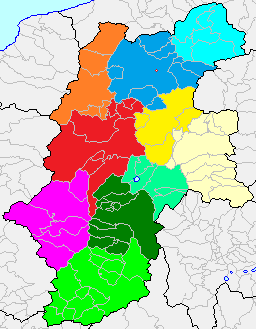
■青系色：北信地方（水色：北信地域、青：長野地域）
■黄系色：東信地方（黄色：上田地域、薄黄：佐久地域）
■赤系色：中信地方（オレンジ：北アルプス地域、赤：松本地域、マゼンタ：木曽地域）
■緑系色：南信地方（薄緑：諏訪地域、抹茶色：上伊那地域、黄緑：南信州地域）

北信地方（ほくしんちほう）とは、長野県の北部を指す。地方中心地は長野市。

## 概要
長野盆地の俗称から善光寺平（ぜんこうじだいら）と呼ばれたり、北信州（きたしんしゅう）や北信濃（きたしなの）とも呼ばれることも多い。郡名を取る場合には、長野市が属していた上水内郡から水内地方（みのちちほう）と呼ばれる。
全域が長野県の公立高校の第1学区に該当する。
明治初期までの水内郡・高井郡・更級郡・埴科郡の4郡がこれに相当するが、位置や気候の面から北安曇郡（大町市や白馬村などの北アルプス地域）を含め「長野県北部」とすることもある。
なお、県内の上信越自動車道沿線（北信地方と東信地方）を総称して東北信と呼ばれることもある。
長野県の大半は内陸性気候の地域であるのに対して、北信地方は概ね日本海側に属する。栄村等の奥信濃は日本屈指の豪雪地帯（一部地域は特別豪雪地帯）として有名であり、中でも特に、新潟県上越地方や中越地方（十日町市・津南町）との繋がりが深く、夏には上越地方へ海水浴に行く人も多い。
冬にはスキー場への来客も多いと同時に、温泉も多く抱えている。太平洋側の東京湾沿岸から日本海側へ行く際に、日本海側では最寄りの観光地域でもある。
1998年の長野オリンピックの会場施設は、軽井沢町と白馬村を除いて、全てが北信地方にある。

## 自然地理

### 気候
豪雪地帯は日本海側気候、それ以外の地域は中央高地式気候を呈している。寒冷な気候を利用して、スキー場も密集しており、農業ではリンゴやソバの生産が多い。ソバの産地としては、長野郊外の戸隠や、千曲市の更科が有名である。
長野市は全国の都道府県庁所在地中において年間降水量が最少のグループに属し、その乾燥した気候を利用して善光寺平とその周辺部では、上記のリンゴ以外にも果樹栽培が盛んである。
千曲川の下流域でもあるため、千曲川沿いの地域の標高は長野県内では比較的低く、標高400m以下の地域もある。

### 地形
- 山：飯縄山、戸隠山、姨捨山、聖山
- 川：千曲川（信濃川）
- 湖：野尻湖、聖湖
- 温泉：戸倉上山田温泉、湯田中渋温泉郷、野沢温泉
- 高原：志賀高原、飯綱高原、戸隠高原、聖高原（聖山高原）
- 盆地：長野盆地、飯山盆地

## 地域

### 地域別特徴
※ 所属自治体は各地域のページを参照すること。
大きく分けて、長野地域・北信地域の2つのエリアに分かれる。ただし、気象区分は、北アルプス地域を含めて「長野県北部」として区分されている。
- 長野地域

長野市を中心とする地域。リンゴの果樹園が多く、栗の産地で有名な小布施や、日本一の杏の里、善光寺、スキーで有名な志賀高原、戸倉上山田温泉もこの地域にある。
主に、長野（長野市北部・飯綱町・信濃町）、須坂中野（須坂市・中野市・小布施町・山ノ内町・高山村）、千曲（長野市南部・千曲市・坂城町）の3地域 (概ね高校の旧12学区の区分) に分けることができる。
- 北信地域

国道117号・飯山線の沿線。中心都市は飯山市。平均的な標高は、県内で一番低いが、県下最大の豪雪地帯で、栄村では独自の田直し事業が行われている。

### 都市雇用圏（10% 通勤圏）の変遷
2010年国勢調査の基準では長野市を中心都市とした4市4町3村で都市雇用圏を構成し、2015年の人口は589,549人である。一般的な都市圏の定義については都市圏を参照のこと。
- 都市雇用圏を構成しない自治体は、各統計年の欄で灰色かつ「-」で示す。

| 自治体 ('80) | 1980年                 | 1990年                 | 2000年                 | 2005年                 | 2010年                 | 2020年                 | 自治体 （現在） | 地域 |
| ------------ | ---------------------- | ---------------------- | ---------------------- | ---------------------- | ---------------------- | ---------------------- | --------------- | ---- |
| 栄村         | -                      | -                      | -                      | -                      | -                      | -                      | 栄村            | 北信 |
| 飯山市       | -                      | -                      | -                      | -                      | -                      | 長野 都市圏 59万9581人 | 飯山市          | 北信 |
| 野沢温泉村   | -                      | -                      | -                      | -                      | -                      | 長野 都市圏 59万9581人 | 野沢温泉村      | 北信 |
| 木島平村     | -                      | -                      | -                      | -                      | 長野 都市圏 60万2781人 | 長野 都市圏 59万9581人 | 木島平村        | 北信 |
| 山ノ内町     | 中野 都市圏 5万8282人  | 中野 都市圏 5万8676人  | 長野 都市圏 60万9811人 | 長野 都市圏 61万0687人 | 長野 都市圏 60万2781人 | 長野 都市圏 59万9581人 | 山ノ内町        | 北信 |
| 中野市       | 中野 都市圏 5万8282人  | 中野 都市圏 5万8676人  | 長野 都市圏 60万9811人 | 長野 都市圏 61万0687人 | 長野 都市圏 60万2781人 | 長野 都市圏 59万9581人 | 中野市          | 北信 |
| 豊田村       | 長野 都市圏            | 長野 都市圏            | 長野 都市圏 60万9811人 | 長野 都市圏 61万0687人 | 長野 都市圏 60万2781人 | 長野 都市圏 59万9581人 | 中野市          | 北信 |
| 大岡村       | -                      | -                      | 長野 都市圏 60万9811人 | 長野 都市圏 61万0687人 | 長野 都市圏 60万2781人 | 長野 都市圏 59万9581人 | 長野市          | 長野 |
| 豊野町       | 長野 都市圏 51万4136人 | 長野 都市圏 53万6895人 | 長野 都市圏 60万9811人 | 長野 都市圏 61万0687人 | 長野 都市圏 60万2781人 | 長野 都市圏 59万9581人 | 長野市          | 長野 |
| 長野市       | 長野 都市圏 51万4136人 | 長野 都市圏 53万6895人 | 長野 都市圏 60万9811人 | 長野 都市圏 61万0687人 | 長野 都市圏 60万2781人 | 長野 都市圏 59万9581人 | 長野市          | 長野 |
| 戸隠村       | 長野 都市圏 51万4136人 | 長野 都市圏 53万6895人 | 長野 都市圏 60万9811人 | 長野 都市圏 61万0687人 | 長野 都市圏 60万2781人 | 長野 都市圏 59万9581人 | 長野市          | 長野 |
| 鬼無里村     | 長野 都市圏 51万4136人 | 長野 都市圏 53万6895人 | 長野 都市圏 60万9811人 | 長野 都市圏 61万0687人 | 長野 都市圏 60万2781人 | 長野 都市圏 59万9581人 | 長野市          | 長野 |
| 信州新町     | 長野 都市圏 51万4136人 | 長野 都市圏 53万6895人 | 長野 都市圏 60万9811人 | 長野 都市圏 61万0687人 | 長野 都市圏 60万2781人 | 長野 都市圏 59万9581人 | 長野市          | 長野 |
| 中条村       | 長野 都市圏 51万4136人 | 長野 都市圏 53万6895人 | 長野 都市圏 60万9811人 | 長野 都市圏 61万0687人 | 長野 都市圏 60万2781人 | 長野 都市圏 59万9581人 | 長野市          | 長野 |
| 須坂市       | 長野 都市圏 51万4136人 | 長野 都市圏 53万6895人 | 長野 都市圏 60万9811人 | 長野 都市圏 61万0687人 | 長野 都市圏 60万2781人 | 長野 都市圏 59万9581人 | 須坂市          | 長野 |
| 高山村       | 長野 都市圏 51万4136人 | 長野 都市圏 53万6895人 | 長野 都市圏 60万9811人 | 長野 都市圏 61万0687人 | 長野 都市圏 60万2781人 | 長野 都市圏 59万9581人 | 高山村          | 長野 |
| 小布施町     | 長野 都市圏 51万4136人 | 長野 都市圏 53万6895人 | 長野 都市圏 60万9811人 | 長野 都市圏 61万0687人 | 長野 都市圏 60万2781人 | 長野 都市圏 59万9581人 | 小布施町        | 長野 |
| 信濃町       | 長野 都市圏 51万4136人 | 長野 都市圏 53万6895人 | 長野 都市圏 60万9811人 | 長野 都市圏 61万0687人 | 長野 都市圏 60万2781人 | 長野 都市圏 59万9581人 | 信濃町          | 長野 |
| 牟礼村       | 長野 都市圏 51万4136人 | 長野 都市圏 53万6895人 | 長野 都市圏 60万9811人 | 長野 都市圏 61万0687人 | 長野 都市圏 60万2781人 | 長野 都市圏 59万9581人 | 飯綱町          | 長野 |
| 三水村       | 長野 都市圏 51万4136人 | 長野 都市圏 53万6895人 | 長野 都市圏 60万9811人 | 長野 都市圏 61万0687人 | 長野 都市圏 60万2781人 | 長野 都市圏 59万9581人 | 飯綱町          | 長野 |
| 小川村       | 長野 都市圏 51万4136人 | 長野 都市圏 53万6895人 | 長野 都市圏 60万9811人 | 長野 都市圏 61万0687人 | 長野 都市圏 60万2781人 | 長野 都市圏 59万9581人 | 小川村          | 長野 |
| 更埴市       | 長野 都市圏 51万4136人 | 長野 都市圏 53万6895人 | 長野 都市圏 60万9811人 | 長野 都市圏 61万0687人 | 長野 都市圏 60万2781人 | 長野 都市圏 59万9581人 | 千曲市          | 長野 |
| 戸倉町       | 長野 都市圏 51万4136人 | 長野 都市圏 53万6895人 | 長野 都市圏 60万9811人 | 長野 都市圏 61万0687人 | 長野 都市圏 60万2781人 | 長野 都市圏 59万9581人 | 千曲市          | 長野 |
| 上山田町     | -                      | -                      | -                      | 長野 都市圏 61万0687人 | 長野 都市圏 60万2781人 | 長野 都市圏 59万9581人 | 千曲市          | 長野 |
| 坂城町       | 上田 都市圏            | 上田 都市圏            | 上田 都市圏            | 上田 都市圏            | 上田 都市圏            | 上田 都市圏            | 坂城町          | 長野 |

- 2003年9月1日 - 更埴市、上山田町、戸倉町が新設合併して千曲市となった。
- 2005年1月1日 - 豊野町、戸隠村、鬼無里村、大岡村が長野市に編入。
- 2005年4月1日 - 中野市と豊田村が新設合併して中野市となった。
- 2005年10月1日 - 牟礼村と三水村が新設合併して飯綱町となった。

### 都市圏（国土交通省）
国土交通省が基準として定めている都市圏では以下の市町村が含まれる（2000年現在）。
長野市都市圏
- 長野市
- 須坂市
- 更埴市
- 中野市
- 飯山市
- 上水内郡全域
- 上高井郡全域
- 埴科郡（戸倉町）
- 下高井郡（山ノ内町）
- 東筑摩郡（坂井村）

### 都市圏（民力）
朝日新聞社発行の「民力」で定義されている都市圏は以下の通り（2015年現在）。
長野市都市圏
- 長野市
- 上水内郡全域
- 小布施町（上高井郡）

須坂市都市圏
- 須坂市
- 高山村（上高井郡）

千曲市都市圏
- 千曲市

中野市都市圏
- 中野市
- 山ノ内町（下高井郡）

飯山市都市圏
- 飯山市
- 下水内郡全域
- 木島平村（下高井郡）
- 野沢温泉村（下高井郡）

### 昼夜間人口比
2020年国勢調査によれば、昼夜間人口比が100%を超え、流入超過となっている自治体は長野市（102.95%）、飯山市（100.00%）、坂城町（107.31%）となっている。

### 生活圏間流動
国土交通省の「全国幹線旅客純流動調査」（第6回、2015年度）の生活圏間流動において、長野を出発地とする目的地は以下のようになっている。ただし、同調査では同じ都道府県内の生活圏へのデータがないため、それらを除く。
※207地域生活圏 「長野」は北信地方全体を指す。
※甲信越地方は白地、それ以外は「■」。
出発地：長野
| 順 | 目的地     | 万人/年 |
| 1  | 上越       | 160.6   |
| 2  | 東京23区   | 134.3   |
| 3  | 魚沼       | 55.8    |
| 4  | 前橋・高崎 | 54.8    |
| 5  | 多摩       | 50.8    |
| 6  | 渋川･吾妻  | 43.3    |
| 7  | 浦和       | 38.7    |
| 8  | 長岡       | 34.3    |
| 9  | 川越       | 33.0    |
| 10 | 新潟       | 32.1    |

## 交通

### 交通史
江戸時代には北国街道（北陸道）の沿線であった。尚、中山道は追分宿（佐久地方）から下諏訪宿（南信地方）に至るため、北信地方は中山道沿線ではなく、北国街道沿線となっている。

### 鉄道
- 東日本旅客鉄道
  - 北陸新幹線
  - 信越本線（Suica利用可能区間：長野駅 - 篠ノ井駅）
  - 篠ノ井線（Suica利用可能区間：篠ノ井駅 - 姨捨駅）
  - 飯山線

- しなの鉄道線・北しなの線
- 長野電鉄長野線

### 主な道路
高速道路
- E18上信越自動車道
- E19長野自動車道

一般国道
- 国道18号
- 国道19号

- 国道117号
- 国道147号
- 国道148号

- 国道292号
- 国道406号

道の駅
- 道の駅信州新町
- 道の駅長野市大岡特産センター
- 道の駅信越さかえ
- 道の駅中条

- 道の駅ふるさと豊田
- 道の駅北信州やまのうち
- 道の駅しなの
- 道の駅おがわ

- 道の駅オアシスおぶせ
- 道の駅花の駅 千曲川

### 空港
松本空港（信州まつもと空港）（松本市と塩尻市に跨がる）が最寄りの空港であるが、定期便としては国内線の新千歳空港、福岡空港往復があるのみで利便性に乏しい（2007年現在）。
国際線が就航する富山空港（富山市）、新潟空港（新潟市）も距離は比較的近い。

### タクシー
タクシーの営業区域
- 長野交通圏
  - 長野市A - 長野市（長野地区・大岡地区・戸隠地区・鬼無里地区）
  - 千曲市 - 市域に同じ
  - 埴科郡 - 郡域に同じ
- 北信濃交通圏
  - 長野市B- 長野市（豊野地区）
  - 上水内郡A - 信濃町、飯綱町　
  - 須坂市 - 市域に同じ
  - 上高井郡 - 郡域に同じ
- 奥信濃交通圏
  - 中野市 - 市域に同じ
  - 飯山市 - 市域に同じ
  - 下高井郡 - 郡域に同じ
  - 下高井郡 - 郡域に同じ

（交通圏に属さない区域）
- 長野市C - 長野市（ 信州新町地区、中条地区）
- 上水内郡B - 小川村